# Casares
Casares – gmina w Hiszpanii, w prowincji Malaga, w Andaluzji, o powierzchni 162,35 km². W 2011 roku gmina liczyła 5610 mieszkańców.